# Tarache terminimaculata
Tarache terminimaculata is een vlinder uit de familie van de uilen (Noctuidae). De wetenschappelijke naam van deze soort is voor het eerst voorgesteld door Augustus Radcliffe Grote in een publicatie uit 1873.
De soort komt voor in Canada en de Verenigde Staten.